# Olivia MFSK

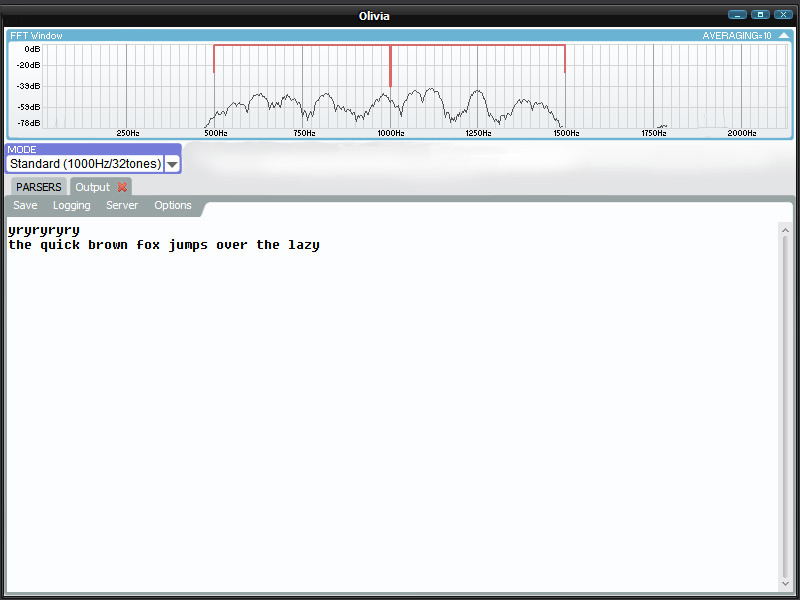
FFT-Analyse eines Olivia-Signals

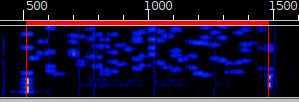
Wasserfalldiagramm der Nachricht „Welcome to Wikipedia, “ (Beginn des Audiofiles oben); oben im Bild: Frequenzskala in Hz, Zeitachse von unten nach oben

Olivia MFSK ist eine Fernschreib-Betriebsart im Amateurfunk.
Olivia wurde 2004 vom polnischen Physiker und Funkamateur Paweł Jałocha (Amateurfunkrufzeichen SP9VRC) publiziert. Es eignet sich für schwierige Übertragungsverhältnisse, wie sie auf Kurzwelle typisch sind (niedriges Signal-Rausch-Verhältnis und Mehrwegempfang). Das Signal kann noch decodiert werden, wenn es 10…15 dB schwächer als das Rauschen ist.
Das Signal wird mit Mehrfach-Frequenzumtastung (MFSK) und einer Vorwärtsfehlerkorrektur (FEC) gesendet. Ein Olivia-Signal kann verschiedene Formate haben, häufig verwendet wird eine Bandbreite von 1000 Hz mit 32 Tönen. Die Baudrate beträgt dann 31,25 und die Mittenfrequenz 1000 Hz.

## Formate und Geschwindigkeiten

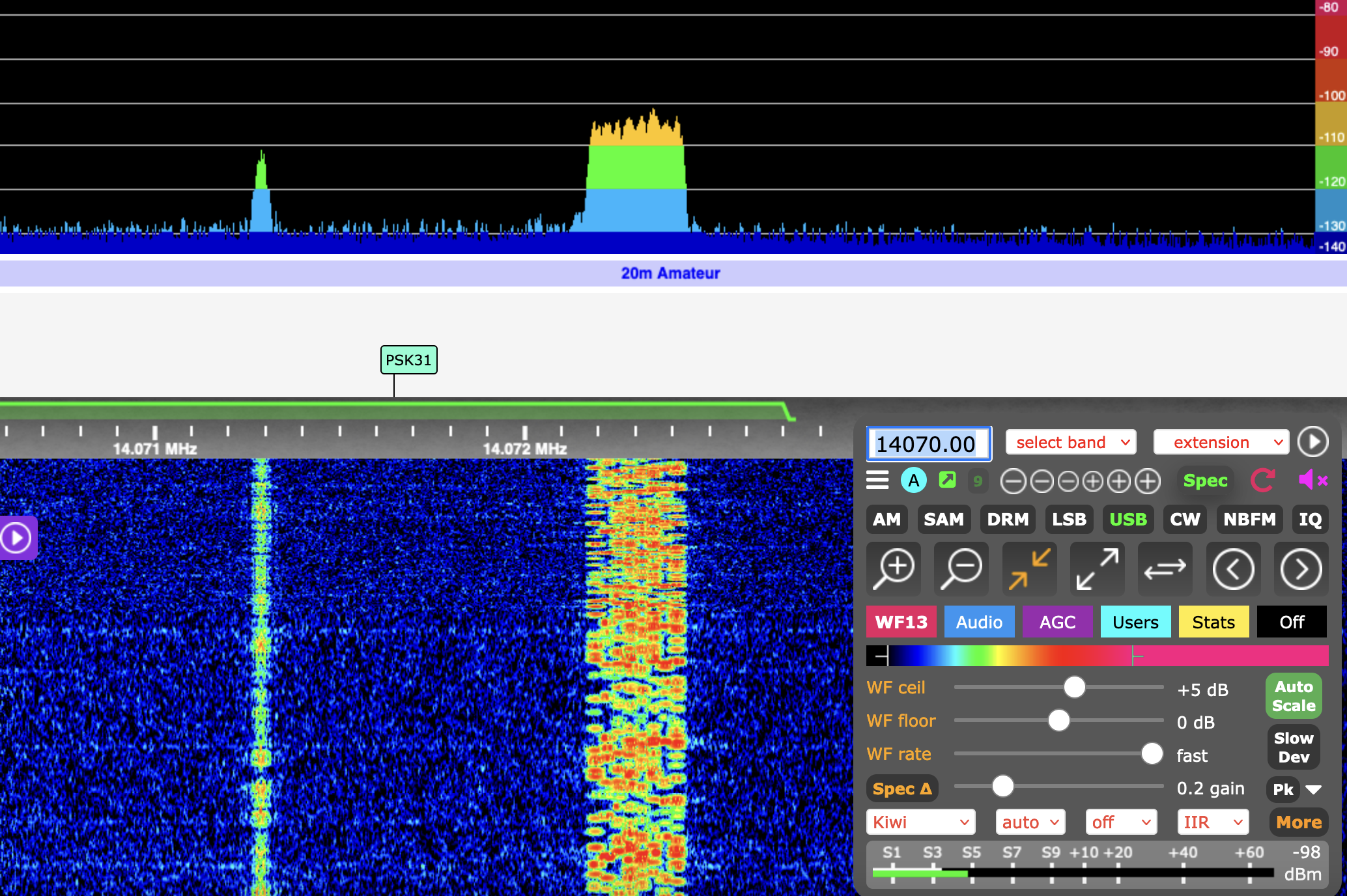
Wasserfalldiagramm eines Olivia 8/250-Signals (rechts) im Vergleich zu einem PSK31-Signal (links)

Olivia kann in verschiedenen Formaten mit verschiedenen Geschwindigkeiten und verschiedener Robustheit eingesetzt werden. WPM bedeutet „Worte pro Minute“ und S/N beschreibt, bei welchem Signal-Rausch-Verhältnis das Signal noch dekodiert werden kann.
| Format  | Baud  | WPM  | S/N (dB) |
| ------- | ----- | ---- | -------- |
| 4/125   | 31,25 | 9,8  | −15      |
| 4/500   | 125   | 39,1 | −10      |
| 8/250   | 31,25 | 14,6 | −14      |
| 8/500   | 62,5  | 29,3 | −11      |
| 16/500  | 31,25 | 19,5 | −13      |
| 16/1000 | 62,5  | 39,1 | −10      |
| 32/1000 | 31,25 | 24,4 | −12      |